# Вулька-Пшекори
Вулька-Пшекори (пол. Wólka-Przekory) — село в Польщі, у гміні Жонсьник Вишковського повіту Мазовецького воєводства.
Населення — 138 осіб (2011).
У 1975-1998 роках село належало до Остроленцького воєводства.

## Демографія
Демографічна структура станом на 31 березня 2011 року:
|          | Загалом | Допрацездатний вік | Працездатний вік | Постпрацездатний вік |
| -------- | ------- | ------------------ | ---------------- | -------------------- |
| Чоловіки | 62      | 14                 | 44               | 4                    |
| Жінки    | 76      | 23                 | 39               | 14                   |
| Разом    | 138     | 37                 | 83               | 18                   |